# Nymphidium haematostictum
Nymphidium haematostictum är en fjärilsart som beskrevs av Frederick DuCane Godman och Osbert Salvin 1878. Nymphidium haematostictum ingår i släktet Nymphidium och familjen Riodinidae. Inga underarter finns listade i Catalogue of Life.

## Bildgalleri

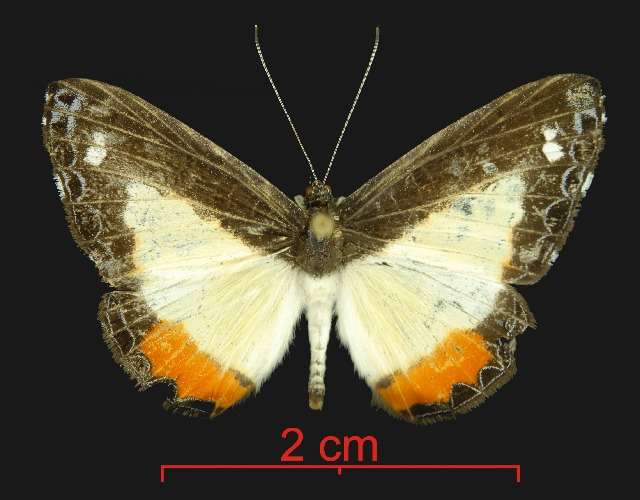